# Philip Faber
Philip Faber (1564, Spinata di Brisighella, Itália - 28 de Agosto de 1630, Pádua) foi um filósofo e teólogo italiano. Entrou para a Ordem dos Franciscanos em 1582, em Cremona.

## Biografia
Ensinou em várias escolas monásticas até ter sido nomeado professor de filosofia e teologia na Universidade de Pádua.

## Obras

Disputationes theologicae de restitutione et extrema unctione, 1624

Algumas das suas obras mais importantes são:
- Philosophia naturalis Scoti in theoremata distributa (1601)[2]
- Commentaria in quatuor libros sententiarum Duns Scoti (1613)
- De Praedestinatione (1623)
- De restitutione, et extremâ unctione (1624)[3]
- De Sacramento Ordinis, poenis et censuris ecclesiasticis (1628)
- De Primatu Petri et Romani Pontificis